# Falange Auténtica
Falange Auténtica (FA) és un partit polític espanyol d'origen i simbologia falangista. D'acord amb les seves manifestacions polítiques, lluita pel patriotisme social i democràtic i es defineix com "espanyolista". Sorgeix el 2002 com una escissió de la Mesa Nacional Falangista (MNF) a causa de desacords. L'MNF provocà una escissió dels renovadors de FE/La Falange a causa del rumb ultradretà que estava prenent el partit. Pretén ser el continuador de la desapareguda Falange Española de las JONS Auténtica. Els militants d'aquest partit es consideren a si mateixos portadors del veritable missatge de José Antonio Primo de Rivera. Els orígens de la denominació Autèntica es remuntarien al Decret d'Unificació del 19 d'abril de 1937, promogut pel General Franco, al que es va oposar el Segon Cap Nacional de Falange Española, Manuel Hedilla Larrey, que va ser condemnat a mort sota l'acusació de conspirar contra el dictador. Els seguidors d'aquest corrent hedillista, oposats a la dictadura franquista i a la Falange oficialista, van ser coneguts com a falangistes autèntics.
Aquest és l'origen de la denominació de l'actual FA. Falange Autèntica es va presentar a les eleccions municipals de 2003 en diversos municipis, obtenint dos regidors pel municipi abulenc d'El Hoyo de Pinares i un regidor per Ardales, a Màlaga. A les Eleccions municipals de 2007, només va assolir dos regidors a Ardales, els quals van donar suport al candidat d'Izquierda Unida, per a accedir a l'ajuntament i desplaçar així al candidat socialista, el més votat però sense majoria absoluta.

## Resultats electorals
A les eleccions municipals de 2003 va presentar llistes en 10 municipis i, en dos d'ells, El Hoyo de Pinares (Àvila) i Ardales (Màlaga), va obtenir 2 i 1 regidors respectivament. El 2007 va presentar llistes a més municipis, tot i que els resultats van ser més modests, perdent els dos regidors abulencs i guanyant un a Ardales. Els resultats assolits a les eleccions generals i europees han estat testimonials.
| Eleccions i data   | Vots  | %    | Regidors |
| ------------------ | ----- | ---- | -------- |
| Municipals de 2003 | 2.290 | 0,01 | 3        |
| Generals de 2004   | 4.589 | 0,02 | -        |
| Europees de 2004   | 2.008 | 0,01 | -        |
| Municipals de 2007 | ?     | ?    | 2        |